# Siccieu-Saint-Julien-et-Carisieu
Siccieu-Saint-Julien-et-Carisieu is een gemeente in het Franse departement Isère (regio Auvergne-Rhône-Alpes) en telt 496 inwoners (1999). De plaats maakt deel uit van het arrondissement La Tour-du-Pin.

## Geografie
De oppervlakte van Siccieu-Saint-Julien-et-Carisieu bedraagt 14,0 km², de bevolkingsdichtheid is 35,4 inwoners per km².
De onderstaande kaart toont de ligging van Siccieu-Saint-Julien-et-Carisieu met de belangrijkste infrastructuur en aangrenzende gemeenten.

## Demografie
Onderstaande figuur toont het verloop van het inwonertal (bron: INSEE-tellingen).
1. ↑  Populations de référence 2022.